# Пулидо, Эктор
Эктор Пулидо Родригес (исп. Héctor Pulido Rodríguez; 20 декабря 1942, Нумаран, Мичоакан — 18 февраля 2022) — мексиканский футболист и тренер, участник ЧМ-1970.

## Биография

### Игровая карьера
В течение 14 сезонов Пулидо играл за «Крус Асуль», в составе которого выиграл 5 чемпионских титулов, Кубок Мексики и два Суперкубка страны, а также он занимает второе место по количеству игр за один клуб с отметкой 496 игр.
Затем Пулидо в течение двух сезонов играл в «Халиско». Завершил карьеру в «Лос-Анджелес Ацтекс» в 1978 году.
В составе сборной Мексики был участником ЧМ-1970, а также играл на ОИ-1968.

### Тренерская карьера
Работал главным тренером клубов «Крус Асуль» (1986—1988) и «Коррекаминос» (1988—1989).

### Смерть
Скончался 18 февраля 2022 года в возрасте 79 лет после продолжительной болезни.

## Достижения
«Крус Асуль»
- Чемпион Мексики (5): 1968/69, 1970, 1971/72, 1972/73, 1973/74
- Обладатель Кубка Мексики (1): 1968/69
- Обладатель Трофей Чемпион чемпионов Мексики (2): 1969, 1974
- Обладатель Кубка чемпионов КОНКАКАФ (3): 1969, 1970, 1971.